# Blasto
Blasto est un jeu vidéo de plates-formes et de tir à la troisième personne développé par Sony Interactive Studios America et édité par Sony Interactive Entertainment. Il est sorti en 1998 sur PlayStation.

## Accueil
Le magazine Next Generation considère que Blasto est technologiquement en retard avec les jeux de la même époque et de la même console, ce qu'il explique par un retard dans la sortie du jeu. Il trouve que le gameplay n'est pas satisfaisant et remarque que le niveau de difficulté augmente trop rapidement. En outre, il regrette la mauvaise qualité du design des niveaux, trouvant que ces derniers sont trop grands et vides, et observe qu'il y a beaucoup trop d'endroits où le personnage se fait tirer dessus sans avoir la chance de riposter. Il souligne malgré tout avoir apprécié certains aspects du jeu, comme les séquences de plates-formes et la recherche de secrets.